# Promet Njemačke
Njemačka prometna mreža je suvremena, dobro razgranata i djelotvorna zahvaljujući stoljetnoj tradiciji i pogodnoj konfiguraciji tla bez velikih prirodnih prepreka. Cestovni sustav obuhvaća više od 220 000 kilometara (oko 11 000 km su autoceste); cestovna je mreža osobito gusta na zapadu, uz najurbaniziranija područja. Na istoku, gdje je do ujedinjenja njemačka autocesta vodila samo do Berlina, sada se cestovna mreža osuvremenjuje i razvija. Njemački željeznički sustav ima oko 40 000 km pruga; suvremen je i djelotvoran, osobito na zapadu. Superbrzi vlakovi ponos su željezničke mreže koja spaja Njemačku s drugim zemljama kontinentalne Europe. Brojne njemačke zračne luke obavljaju značajan međunarodni teretni i putnički promet. Frankfurtska zračna luka treća je u Europi poslije Londona i Pariza. Rajna i Laba su okosnice riječne mreže koja brojnim plovnim kanalima povezuje Njemačku s francuskim, nizozemskim, belgijskim i austrijskim lukama, te europskim istokom. Duisburg, smješten na ušću Ruhra u Rajnu, najvažnija je riječna luka. Hamburg je najvažnija morska luka; slijede Wilhelmshaven, Bremen, Lubeck i Rostock.